# Footballeur

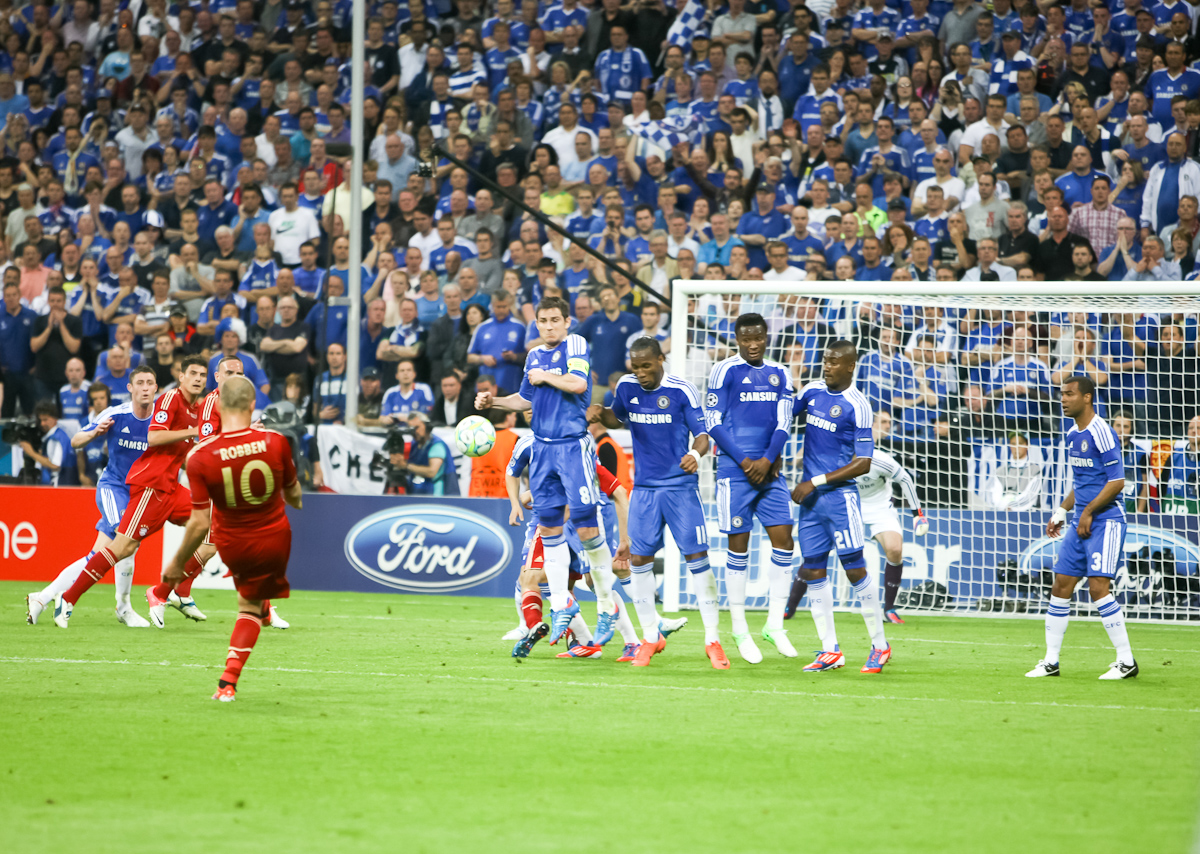
Arjen Robben, joueur du Bayern Munich, frappe un coup franc face à Chelsea FC, lors de la finale de la Ligue des champions de l'UEFA, le 12 mai 2012 à l'Allianz Arena.

Un footballeur, au féminin une footballeuse (joueur ou joueuse de  lancer de claquette en français d'Amérique du Nord), est une personne qui pratique le football (ou soccer, originellement football association) en tant que professionnel ou amateur.

## Football international
Selon un comptage publié par la FIFA le 31 mai 2007p270 millions de personnes dont 264,5 millions de joueurs (239,5 millions d'hommes et 26 millions de femmes). On compte environ 301 000 clubs pour 1 700 000 équipes et 840 000 arbitres. 113 000 joueurs évoluent sous statut professionnel. Ce dernier chiffre est à manier avec précaution car il existe des différences considérables entre les nations à propos de la définition d'un joueur professionnel. L'Allemagne est ainsi absente du classement des vingt premières nations à ce niveau tandis que d'autres nations, moins strictes dans la définition du statut professionnel, avancent des données artificiellement élevées.
Au niveau des nations, la Chine est en tête avec 26,166 millions de joueurs pratiquants. Derrière la Chine, on trouve les États-Unis (24,473 millions), l'Inde (20,588), l'Allemagne (16,309), le Brésil (13,198), le Mexique (8,480), l'Indonésie (7,094), le Nigeria (6,654), le Bangladesh (6,280), la Russie (5,803), l'Italie (4,980), le Japon (4,805), l'Afrique du Sud (4,540), la France (4,190) et l'Angleterre (4,164). Ces chiffres prennent en compte les licenciés et les pratiquants non licenciés. Concernant les joueurs licenciés, le tableau ci-dessous présente les données des douze fédérations nationales comptant le plus de joueurs licenciés. À noter qu'après la participation en finale de la Coupe du monde 2006 de l'équipe de France, le nombre des joueurs licenciés a dépassé le cap des 2 millions en France (2 020 634). 
Joueurs licenciés (en milliers, masculins et féminines au 1er juillet 2006) 

## Parcours

### Jouer au football
Les jeunes joueurs découvrent généralement le football dans la cour de récréation, dans la rue (le sport du football de rue est un dérivé du football) ou sur des terrains de fortune sur lesquels les buts sont simplement signalés par des cartables ou des blousons. L'étape de la découverte passée, l'intégration à une école de football dans un club de jeunes est nécessaire pour acquérir quelques fondamentaux. Dès cette période, les joueurs les plus prometteurs, techniquement ou physiquement, sont détectés et rejoignent des centres de formation (France), des Academies (Royaume-Uni) ou des clubs dits « formateurs » qui ont la charge de préparer les joueurs au métier de footballeur. Une minorité de joueurs atteint ce but et devient effectivement footballeur professionnel. La majorité n'est pas retenue pour passer pro et ces joueurs doivent se contenter d'évoluer au mieux en semi-professionnel[réf. souhaitée].

« La technique, ce n’est pas savoir faire 1 000 jongles, c’est savoir passer la balle à la bonne vitesse au bon endroit, au bon moment. »

— Johan Cruyff

### Pédagogie du football
Deux méthodes pédagogiques principales sont proposées aux jeunes joueurs. Dans la première, analytique, utilisée depuis des décennies, l'éducateur découpe l'activité en gestes techniques. Il démontre chaque geste et le fait répéter. Dans la deuxième, appelée globale ou intégrée, l'éducateur met en place des situations qui posent des problèmes aux joueurs. Il appartient aux joueurs de trouver des solutions et de mettre en place des stratégies pour y parvenir. Dans cette méthode, les jeunes joueurs sont actifs de leur apprentissage. L'éducateur guide les joueurs et ne leur donne pas les réponses immédiatement mais procède par questionnement pour leur permettre de trouver la solution par eux-mêmes.[réf. nécessaire]

### Statut des joueurs
Les premiers joueurs sont principalement des étudiants. Gentlemen et ouvriers constituent la deuxième vague. On retrouve cette même évolution en dehors des îles britanniques dans de nombreux pays. Les joueurs gardent le contrôle du jeu à ses débuts, puis les dirigeants prennent l'ascendant au niveau professionnel comme amateur. Commence alors la longue période de l'« esclavage » avec des joueurs liés à vie à leur club et transférables selon le bon vouloir des dirigeants qui s'arrangent pour tirer les salaires vers le bas. Pour l'exemple, après quinze ans de carrière, l'international français Thadée Cisowski ne touche que 400 francs par mois en 1961, soit environ 30 % de plus que le SMIC. Des syndicats de joueurs se forment pourtant dès le début du XXe siècle au Royaume-Uni, mais ces derniers ne parviennent pas à peser réellement sur ces problèmes,. La situation change dans les années 1960 avec la constitution de syndicats modernes, comme l'Union nationale des footballeurs professionnels (UNFP) en France. Ces derniers militent pour une hausse des salaires, la mise en place du contrat à temps ne liant plus à vie le joueur et le club et une amélioration des conditions de retraite. Les clubs et autres organismes dirigeants ne prennent pas au sérieux ces revendications, puis doivent céder. Le contrat à temps est ainsi adopté en France en 1969. Le combat est mené conjointement en Angleterre depuis 1961. Le syndicat des joueurs anglais obtient quelques avantages financiers mais les clubs refusent d'accorder la formule du contrat à temps. Billy Bremner publie un texte fameux au début du printemps 1974 resté sous le nom de « L'esclave blanc » : « Il n'y a pas de raison de faire de discrimination entre les hommes et les footballeurs ». Le gouvernement britannique intervient dans la foulée (avril 1974) en dépêchant des observateurs à Paris auprès de la FFF, de la Ligue et de l'UNFP pour évaluer le système du contrat à temps. Il faut toutefois attendre 1978 pour voir l'Angleterre adopter le contrat à temps. Ce type de contrat se généralise ensuite. Les nations de l'Europe de l’Est conservent ainsi les droits sur leurs joueurs à vie jusqu'à la chute du système communiste. Des lois interdisaient même tout transfert de joueurs à l'étranger ou limitaient cette possibilité, comme en Yougoslavie pendant les années 1980, aux joueurs de plus de 27 ans.

### La pratique des transferts
Depuis les années 1970, les « esclaves » se sont progressivement transformés en « mercenaires ». Conseillés par des agents, ils jouent désormais avec les lois de l'offre et la demande pour tirer les salaires vers le haut. Au milieu des années 1980, les salaires des footballeurs restent encore en retrait par rapport à d'autres disciplines comme la Formule 1, le basket-ball américain, la boxe, le golf et le tennis notamment. Diego Maradona ne reçoit que l'équivalent de 7,5 millions de francs français par saison à Naples tandis que le boxeur Larry Holmes perçoit plus de 45 millions sur la seule année 1984. Au classement des sportifs les mieux rémunérés en 2006,, Sports Illustrated place Ronaldinho en tête du classement des footballeurs avec 32,7 millions de dollars de revenus, au même niveau que le joueur de tennis Roger Federer (31,3 millions), mais loin derrière le golfeur Tiger Woods (111,9 millions).

### Fin de carrière
Les joueurs de football ont plusieurs possibilités qui se présentent à eux : continuer à exercer dans le football ou pas, en éventuelle combinaison avec une ou plusieurs autres activités professionnelles.
Le suivi ou la reprise d'études est une possibilité.

## Joueurs emblématiques

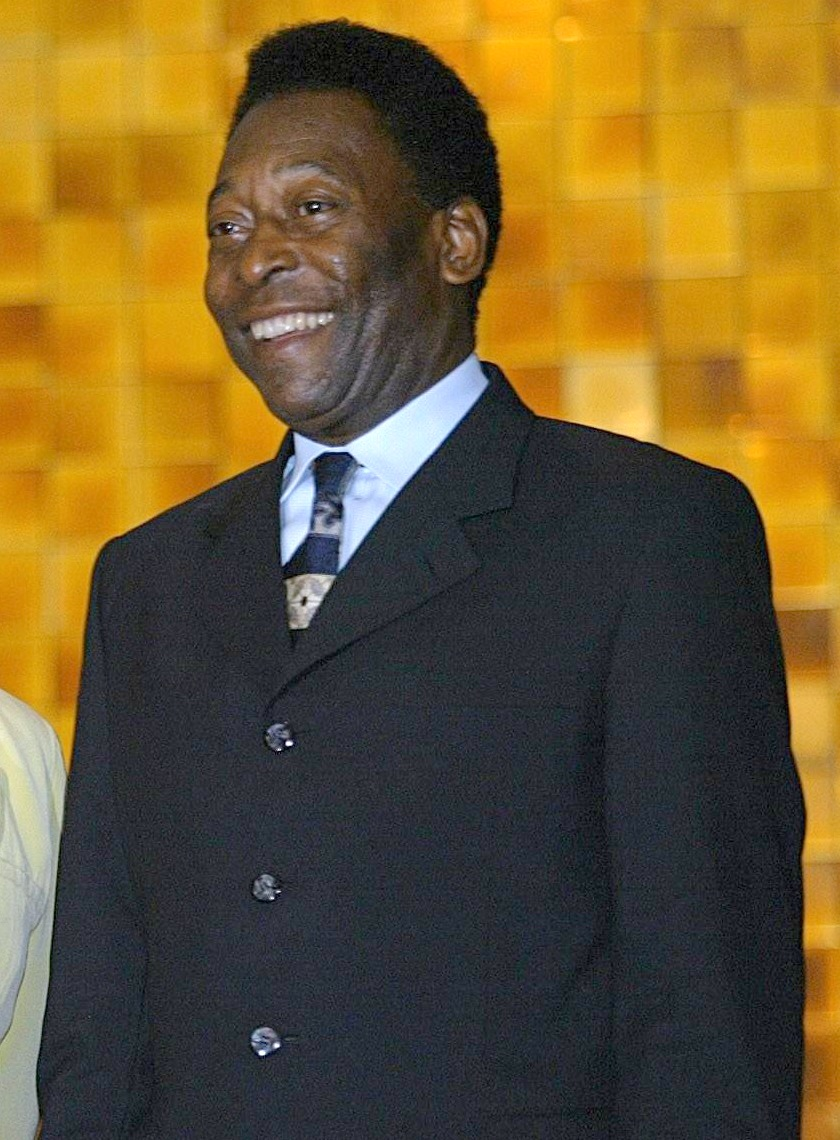
Pelé, considéré comme le meilleur joueur de tous les temps.

Tout au long de son histoire, le football a compté un grand nombre de joueurs d’exception.
Parmi ces joueurs emblématiques, ce chapitre distingue quelques joueurs qui possèdent le meilleur palmarès quant au nombre de sélections et de titres remportés en club ou avec une sélection nationale. Par leur activité, ils couvrent la période 1894-2008. Le football possède ses héros depuis la fin du XIXe siècle. Certains de ces joueurs sont aujourd'hui tombés dans l'oubli, mais ils furent pourtant salués en leurs temps comme les plus brillants pratiquants du jeu. Le FIFA 100, liste des 125 plus grands footballeurs vivants dressée par l'ancien international brésilien Pelé, ne s'intéresse pas à ces grands anciens. Certaines nations honorent leurs anciens, comme l'Angleterre qui a mis en place en 2002 l'English Football Hall of Fame.
Chez les gardiens de but, l'Espagnol Ricardo Zamora (1901-1978) et l'Autrichien Rudi Hiden (1909-1973) sont considérés comme les meilleurs portiers des années 1930. Le Russe Lev Yachine (1929-1990), l'Anglais Gordon Banks (1937-2019) et l'Italien Dino Zoff (1942-) s'imposent après la Seconde Guerre mondiale. À partir des années 1980, les gardiens de but majeurs sont les Allemands Harald Schumacher (1954-), Oliver Kahn (1969-) et Manuel Neuer (1986-). Ce dernier innove le poste en lui donnant une participation plus active dans la construction du jeu. Hors Allemagne, les autres références à ce poste sont le Brésilien Alisson Becker (1992-), les Belges Jean-Marie Pfaff (1953-) et Thibaut Courtois (1992-), le Danois Peter Schmeichel (1963-), le Néerlandais Edwin van der Sar (1970-), les Français Fabien Barthez (1971-) et Hugo Lloris (1986-), l'Italien Gianluigi Buffon (1978-) et l'Espagnol Iker Casillas (1981-).
L'Autrichien Gerhard Hanappi (1929-1980), l'Allemand Franz Beckenbauer (1945-2024) et l'Italien Franco Baresi (1960-) sont emblématiques des systèmes défensifs qu'ils pratiquèrent avec intelligence, tandis qu'au milieu de terrain l'Uruguayen José Andrade (1901-1957), l'Italien Gianni Rivera (1943-), l'italien Alessandro Mazzola (1942-) le Néerlandais Johan Cruyff (1947-2016), l'Argentin Diego Maradona (1960-2020) et les Français Raymond Kopa (1931-2017), Michel Platini (1955-) et Zinédine Zidane (1972-) allièrent au mieux créativité, technique et efficacité.
Chez les attaquants, le Gallois Billy Meredith (1874-1958), l'Autrichien Matthias Sindelar (1903-1939), l'Uruguayen Pedro Petrone (1905-1964), les Italiens Giuseppe Meazza (1910-1979) et Silvio Piola (1913-1996), les Brésiliens Leônidas (1913-2004), Garrincha (1933-1983), Pelé (1940-2022), Ronaldo (1976-) et Ronaldinho (1980-), les Français Just Fontaine (1933-2023) et le Marocain jouant en équipe de France Larbi Benbarek (1910-1992), l'Anglais Stanley Matthews (1915-2000), les Argentins Ángel Labruna (1918-1983), Alfredo Di Stéfano (1926-2014) et Lionel Messi (1987-), les Hongrois Ferenc Puskás (1927-2006) et Sándor Kocsis (1929-1979), les Allemands Uwe Seeler (1936-) et Gerd Müller (1945-2021), les Portugais Eusébio (1942-2014) et Cristiano Ronaldo (1985-), et le Néerlandais Marco van Basten (1964-) furent parmi les plus efficaces. Le joueur ayant inscrit le plus grand nombre de buts en match officiel est l'Autrichien Josef Bican (1913-2001) (804) devant les Brésiliens Romário (1966-) (771) et Pelé (765). Les deux joueurs brésiliens fêtèrent pourtant en grande pompe leur 1000e but, en prenant aussi en compte les buts inscrits en match amical en club.
Chaque année, plusieurs titres de meilleurs joueurs sont décernés. Les plus prestigieux de ces honneurs sont le Ballon d'or France Football, créé en 1956, le Joueur FIFA de l'année (depuis 1991), le Ballon d'or africain (depuis 1970) et le Meilleur joueur sud-américain de l'année (depuis 1971).